# Ngọc Lặc (huyện)
Ngọc Lặc là một huyện cửa ngõ, trung tâm kinh tế, văn hóa, xã hội khu vực phía tây tỉnh Thanh Hóa, Việt Nam.

## Địa lý
Huyện Ngọc Lặc có vị trí địa lý:
- Phía bắc giáp huyện Cẩm Thủy và huyện Bá Thước
- Phía nam giáp huyện Thường Xuân và huyện Thọ Xuân
- Phía tây giáp huyện Lang Chánh
- Phía đông giáp huyện Yên Định.

Huyện Ngọc Lặc có diện tích 490,99 km², dân số năm 2022 là 160.464 người, mật độ dân số đạt 327 người/km².

### Địa hình
Địa hình phức tạp, đồi núi ở phía tây (chiếm 40,1% diện tích), đỉnh Lam Sơn (472 m), đồng bằng phía đông xen nhiều đồi gò, Sông Cầu Chày, Sông Âm, Sông Hép chảy qua.

## Lịch sử

### Tên gọi
Miền đất Ngọc Lặc trải qua nhiều thời kỳ chia tách, sáp nhập, thay đổi tên gọi khác nhau nhưng vùng đất Ngọc Lặc đã có cư dân sinh sống khá sớm, có địa thế chiến lược quân sự trọng yếu, là nơi căn cứ của nghĩa quân Lam Sơn. Cũng từ vùng đất Ngọc Lặc nghĩa quân Lam Sơn dấy binh khởi nghĩa đánh thắng quân Minh xâm lược, giành lại độc lập cho dân tộc lập nên Triều đại hậu Lê, một Triều đại phong kiến thịnh trị nhất so với các Triều đại phong kiến Việt Nam. Nên vùng đất Ngọc Lặc được các Triều đại phong kiến Việt Nam ví như một viên ngọc quý phải lấy lụa và gấm vóc bọc chặt để cất kỹ hay viên ngọc quý phải được cất giữ như nhà vua cất giữ "triện" trong một cái ẩm. Tên gọi huyện Ngọc Lặc được xuất xứ từ đấy.

### Trước Cách mạng Tháng Tám 1945
Theo sách địa chí và địa danh viết ở thời Lê và thời Nguyễn cũng như những di chi khảo cổ của các nhà khảo cổ học người Pháp từ những năm hai mươi của thế kỷ XX đã phát hiện ở Ngọc Lặc những di chỉ của cư dân cư trú thời đại đá mới (thuộc văn hoá Hòa Bình) trong các hang động như: Hang Mộc Trạch, Lộc Thịnh I và Lộc Thịnh II.
Vào thời văn hoá Đông Sơn, trên đất Ngọc Lặc đã phát hiện được các nhóm đồ đồng Đông Sơn gồm: công cụ, vũ khí, trống đồng ở các xã Ngọc Khê qua di chỉ khảo cổ Mả Mè và núi Nú (xã Nguyệt Ấn).
Thời thuộc Hán, Ngọc Lặc thuộc vào huyện Đô Lung.
Thời thuộc Tùy - Đường (581 - 905) miền đất Ngọc Lặc thuộc huyện Di Phong rồi huyện Đường Lâm đến tận thời Đinh - Tiền Lê - Lý.
Thời Trần - Hồ thuộc huyện Nga Lặc (tương đương với huyện Ngọc Lặc ngày nay và một phần đất huyện Thọ Xuân phía tả ngạn sông Chu)
Thời thuộc Minh nhập Nga Lặc với Lôi Giang gọi là huyện Nga Lạc (tức huyện Ngọc Lặc và huyện Cẩm Thủy ngày nay).
Thời Hậu Lê năm Quang Thuận thứ 10 (1469), Ngọc Lặc thuộc huyện Lương Giang, phủ Thiệu Thiên.
Thời Nguyễn là phần đất của huyện Thụy Nguyên. Năm Thành Thái thứ 12 (1900), cắt tổng Ngọc Lặc và các xã người Mường thuộc tổng Yên Trường, Quảng Thi (huyện Thụy Nguyên, phủ Thiệu Hoá) thành lập châu Ngọc, sau đó là châu Ngọc Lặc.
Thời Hậu Lê và thời Nguyễn cho đến Cách mạng Tháng Tám 1945, huyện Ngọc Lặc được chia thành 4 đơn vị tổng. Các tổng được gọi tắt bằng chữ đầu là: Tổng Ngọc (Ngọc Khê), Tổng Cốc (Cốc Xá), Tổng Hạt (Hạt Cao), Tổng Vân (Vân Am). Dưới tổng là các đơn vị cư dân cơ sở (xã, thôn, mường, làng, trang, trại) và có ông mường, ông cai, lý trưởng cai quản. Thời nhà Nguyễn những đơn vị dân cư đông đúc được gọi là mường, làng hay còn do vị trí địa lý nhiều làng trong một khu vực địa lý thuận lợi thành lập thôn như thôn Mỹ Thi (nay là xã Mỹ Tân); thôn Cao Trị (nay là xã Cao Ngọc); thành lập xã như xã Thạch Yến (gồm mường Yến và một số làng lân cận thuộc xã Thạch Lập ngày nay). Những đơn vị dân cư ít hay mới đến khai hoang lập nghiệp gọi là làng, trang.

### Sau Cách mạng Tháng Tám 1945
Sau Cách mạng Tháng Tám (1945), châu Ngọc Lặc đổi thành huyện Ngọc Lặc.
Các đơn vị tổng được bãi bỏ và thay bằng các đơn vị xã, với quy mô nhỏ hơn. Từ năm 1946 - 1963, toàn huyện Ngọc Lặc được chia thành 12 xã là: Cao Khê, Đô Lương, Quang Trung, Ngọc Thắng, Minh Sơn, Lộc Thịnh, Kiên Thọ, Phúc Thịnh, Nguyệt Ấn, Phùng Giáo, Vân Am và Lương Ngọc.
Từ năm 1963 đến năm 1982 được chia tách thành 17 đơn vị hành chính:
- Chia xã Cao Khê thành Ngọc Khê, Mỹ Tân và Cao Ngọc[4]
- Chia xã Đô Lương thành Thúy Sơn và Thạch Lập[5]
- Chia xã Lộc Thịnh thành Lộc Thịnh và Đồng Thịnh[6]
- Chia xã Ngọc Thắng thành Ngọc Liên, Ngọc Trung và Ngọc Sơn[7]
- Thành lập thị trấn nông trường Thống Nhất, thị trấn nông trường Sông Âm, thị trấn nông trường Lam Sơn[8]. Cũng trong năm 1963 cắt xã Lương Ngọc về huyện Thường Xuân (nay là xã Lương Sơn và Ngọc Phụng); cắt đất mường Kim Ơi xã Quang Trung về huyện Cẩm Thủy (nay là xã Cẩm Châu); cắt đất mường Ne làng Quan Trì thuộc xã Lộc Thịnh về thị trấn Yên Lâm thuộc huyện Yên Định ngày nay.

Ngày 5 tháng 7 năm 1977, theo quyết định 177-CP của Hội đồng Chính phủ, sáp nhập hai huyện Ngọc Lặc và huyện Lang Chánh thành huyện Lương Ngọc. Các đơn vị xã và thị trấn nông trường là: thị trấn nông trường Sông Âm, thị trấn nông trường Lam Sơn, Vân Am, Cao Ngọc, Mỹ Tân, Ngọc Khê, Thúy Sơn, Thạch Lập, Quang Trung, Đồng Thịnh, Lộc Thịnh, Ngọc Liên, Ngọc Sơn, Ngọc Trung, Minh Sơn, Kiên Thọ, Nguyệt Ấn, Phúc Thịnh, Phùng Giáo, Quang Hiến, Đồng Lương, Tân Phúc, Tam Văn, Giao An, Trí Nang, Yên Khương, Lâm Phú.
Ngày 23 tháng 10 năm 1978, thị trấn nông trường Thống Nhất được chuyển về huyện Thiệu Yên.
Ngày 2 tháng 10 năm 1981, Hội đồng Bộ trưởng ban hành Quyết định 102-HĐBT về việc phân vạch địa giới một số xã thuộc tỉnh Thanh Hóa. Trong đó: 
- Chia xã Lộc Thịnh thành xã Lộc Thịnh và xã Cao Thịnh
- Chia xã Minh Sơn thành xã Minh Sơn và xã Minh Tiến
- Chia xã Phùng Giáo thành xã Phùng Giáo và Phùng Minh.

Ngày 30 tháng 8 năm 1982, huyện Ngọc Lặc được tái lập với 2 thị trấn nông trường: Lam Sơn, Sông Âm và 20 xã: Cao Ngọc, Cao Thịnh, Đồng Thịnh, Kiên Thọ, Lộc Thịnh, Minh Sơn, Minh Tiến, Mỹ Tân, Ngọc Khê, Ngọc Liên, Ngọc Sơn, Ngọc Trung, Nguyệt Ấn, Phúc Thịnh, Phùng Giáo, Phùng Minh, Quang Trung, Thạch Lập, Thúy Sơn, Vân Am.
Ngày 3 tháng 6 năm 1988, Chính phủ quyết định thành lập thị trấn huyện lỵ Ngọc Lặc.
Thực hiện chủ trương của Đảng và Nhà nước về sắp xếp, đổi mới và phát triển các nông trường quốc doanh, ngày 9 tháng 1 năm 2004, Thủ tướng Chính phủ ký Nghị định số 15/NĐ-CP. Theo đó:
- Thành lập xã Lam Sơn trên cơ sở đất đai, dân số thị trấn nông trường Lam Sơn quản lý và làng Minh Thủy (xã Minh Tiến)
- Giải thể thị trấn nông trường Sông Âm, chuyển đất đai, dân số trước kia của thị trấn về các xã Nguyệt Ấn, Kiên Thọ, Phùng Minh, Phùng Giáo (huyện Ngọc Lặc), Thọ Minh, Xuân Châu, Xuân Lam, Xuân Thiên (huyện Thọ Xuân) quản lý.

Ngày 15 tháng 3 năm 2017, Bộ Xây dựng ra quyết định công nhận thị trấn Ngọc Lặc và khu vực dự kiến mở rộng (gồm toàn bộ thị trấn Ngọc Lặc và một phần các xã Ngọc Liên, Ngọc Khê, Quang Trung, Thúy Sơn, Minh Sơn) đạt tiêu chuẩn đô thị loại IV.
Ngày 1 tháng 12 năm 2019, sáp nhập toàn bộ diện tích tự nhiên và dân số của xã Ngọc Khê, một phần diện tích và dân số của các xã Thúy Sơn và Quang Trung vào thị trấn Ngọc Lặc.
Huyện Ngọc Lặc có 1 thị trấn và 20 xã như hiện nay.

## Hành chính
Huyện Ngọc Lặc có 21 đơn vị hành chính cấp xã trực thuộc, bao gồm thị trấn Ngọc Lặc (huyện lỵ) và 20 xã: Cao Ngọc, Cao Thịnh, Đồng Thịnh, Kiên Thọ, Lam Sơn, Lộc Thịnh, Minh Sơn, Minh Tiến, Mỹ Tân, Ngọc Liên, Ngọc Sơn, Ngọc Trung, Nguyệt Ấn, Phúc Thịnh, Phùng Giáo, Phùng Minh, Quang Trung, Thạch Lập, Thúy Sơn, Vân Am.
| Tên           | Diện tích (km²) | Dân số (người) |
| ------------- | --------------- | -------------- |
| Thị trấn (01) |                 |                |
| Ngọc Lặc      | 35,40           | 25.209         |
| Xã (20)       |                 |                |
| Cao Ngọc      | 19,66           | 5.735          |
| Cao Thịnh     | 19,54           | 5.455          |
| Đồng Thịnh    | 10,26           | 3.804          |
| Kiên Thọ      | 29,76           | 14.182         |
| Lam Sơn       | 12,91           | 4.913          |
| Lộc Thịnh     | 15,63           | 3.951          |
| Minh Sơn      | 31,85           | 10.614         |
| Minh Tiến     | 17,35           | 7.356          |
| Mỹ Tân        | 24,92           | 5.987          |

| Tên         | Diện tích (km²) | Dân số (người) |
| ----------- | --------------- | -------------- |
| Ngọc Liên   | 14,52           | 7.105          |
| Ngọc Sơn    | 15,54           | 5.023          |
| Ngọc Trung  | 14,76           | 6.152          |
| Nguyệt Ấn   | 31,87           | 11.830         |
| Phúc Thịnh  | 14,04           | 4.376          |
| Phùng Giáo  | 21,86           | 4.366          |
| Phùng Minh  | 12,72           | 3.579          |
| Quang Trung | 23,15           | 8.187          |
| Thạch Lập   | 50,37           | 7.342          |
| Thúy Sơn    | 30,07           | 8.104          |
| Vân Am      | 44,79           | 7.194          |

## Giao thông
Đường Hồ Chí Minh chạy suốt chiều dài của huyện, quốc lộ 15A (từ đường Phố Cống, thị trấn Ngọc Lặc đến giáp huyện Lang Chánh, đoạn từ ngã ba Thọ Phú đến Lam Kinh), tỉnh lộ 519 (chỉ còn đoạn gần 2 km qua Phố 1, thị trấn Ngọc Lặc), tỉnh lộ 516B (từ Thống Nhất qua Lam Sơn sang Phố Châu) chạy qua.

## Người nổi tiếng
- Lê Lai
- Lê Niệm
- Lê Đình Chinh
- Mai Tiến Thành
- Phạm Văn Tích
- Bùi Tiến Dũng
- Bùi Tiến Dụng.